# Ministrowie finansów Francji
We Francji ancien régime’u odpowiednikiem dzisiejszego (istniejącego od rewolucji 1789 roku MSZ był najpierw nadintendent finansów (surintendent des finances), a od 1661 Generalny kontroler finansów (General Controlleur des Finances).
Zakres jego obowiązków obejmował administrację finansów, roboty publiczne, przemysł, handel, rolnictwo i komunikację, czyli niemal całą gospodarkę państwa.

## Nadintendenci finansów

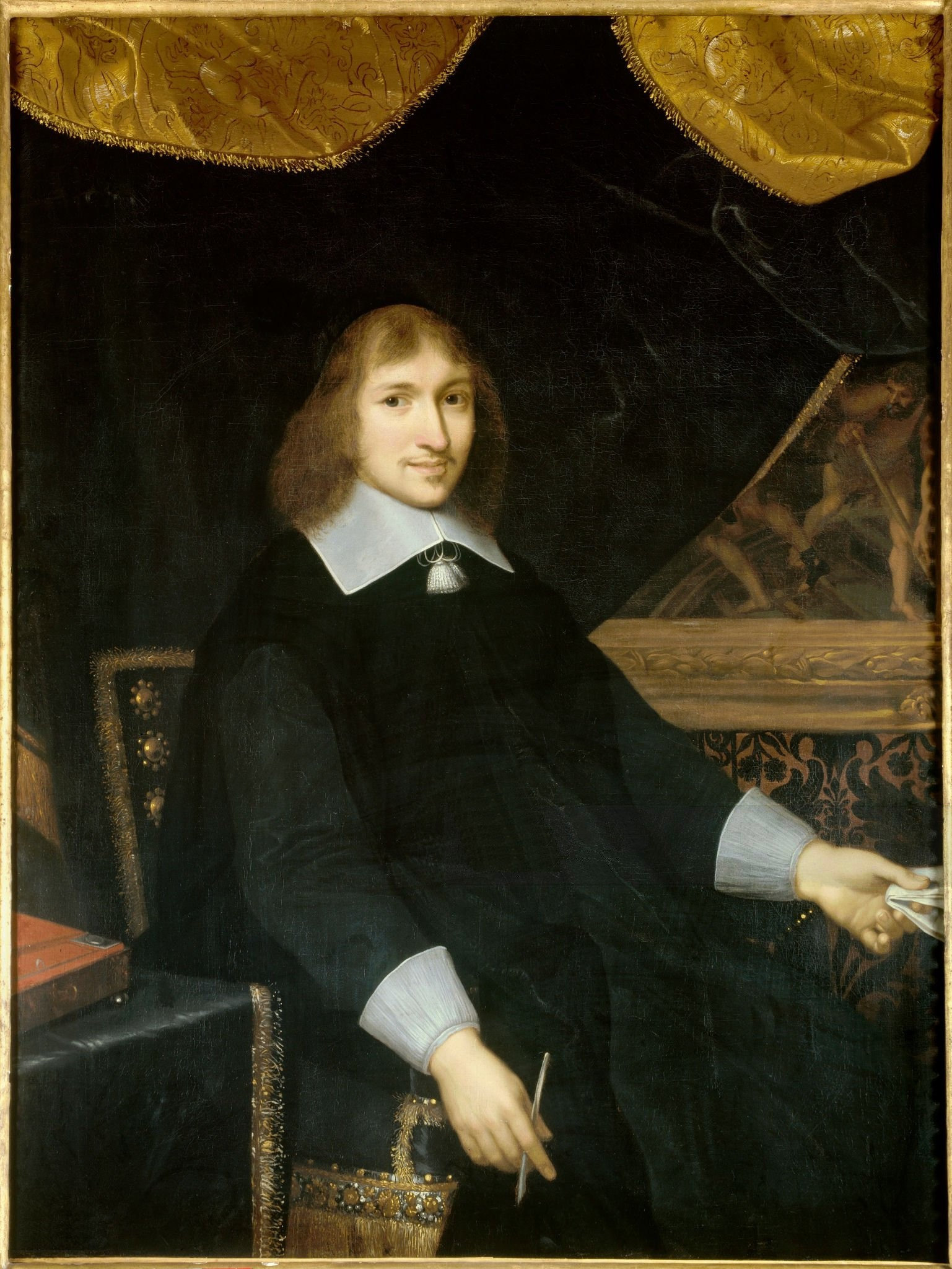
Nicolas Fouquet

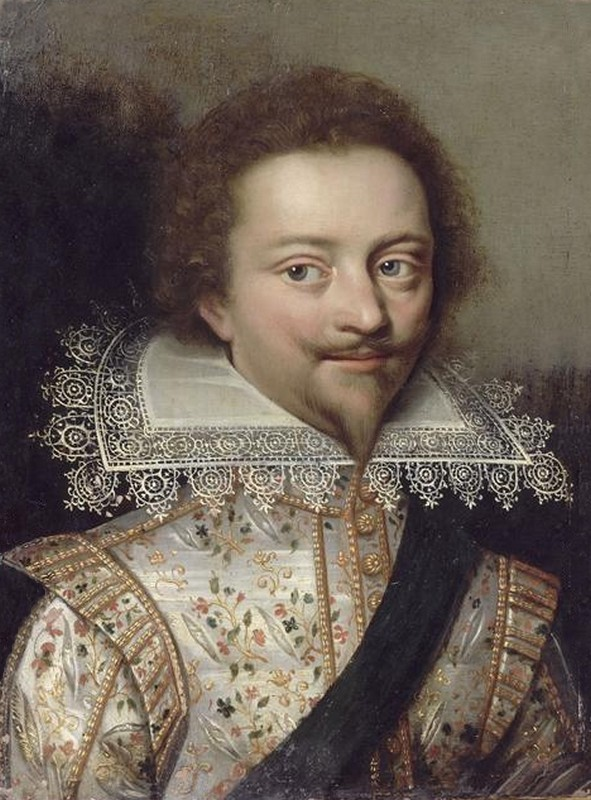
Antoine Coëffier de Ruzé

- 1518–1524: Jacques de Beaune, seigneur de Semblançay
- 1524–1544: Philibert Babou, seigneur de Givray et de la Bourdaisière
- 1544–1546: Jean du Thier, seigneur de Beauregard
- 1546–1552: Claude Annebaut
- 1552–1559: Jean d'Avançon
- 1559–1567: Charles de Guise, kardynał Lorraine
- 1567–1572: Arthus Cossé-Brissac, seigneur de Connor
- 1572–1577: Pomponne de Bellièvre, seigneur de Gorgnier
- 1578–1594: François d’O, markiz Maillebois
- 1594–1598: Nicolas Harlay de Sancy, seigneur de Sancy
- 1598–1611: Maximilien de Béthune, baron de Rosny
- styczeń 1611–1616 : rada trzech dyrektorów: (Guillaume de l’Aubespine, Pierre Jeannin i Jacques Auguste de Thou)
- V 1616–1619: Pierre Jeannin, baron de Montjeu
- IX 1619–1622: Henri de Schomberg, hr. de Nanteuil
- I 1623–1624: Charles de Vieuville
- VIII 1624-I 1626: Jean Bochart, seigneur de Champigny
- VIII 1624-VI 1626: Michel de Marillac
- 1626: François Sublet de Noyers, baron de Dangu
- VI 1626–1632: Antoine Coëffier de Ruzé, markiz d’Effiat
- VII 1632–1640: Claude de Bullion
- VII 1632-10 VI 1643: Claude Bouthillier, seigneur du Pont et de Fossigny
- 10 VI 1643–1647: Claude de Mesmes, comte d’Avaux
- 10 VI 1643–1647: Nicolas Bailleul
- 18 VI 1647–1648: Michel Particelli, comte d’Émery
- VII 1648–1649: Charles de La Porte, duc de la Meilleraye
- 1649–1650: Michel Particelli, comte d’Émery
- 1649–1650: Claude de Mesmes, comte d’Avaux
- 25 V 1650–1651: René de Longueil
- lipiec 1651–1653: Charles de Vieuville
- 8 II 1653–1659: Abel Servien
- 8 II 1653–1661: Nicolas Fouquet

## Generalny kontroler finansów

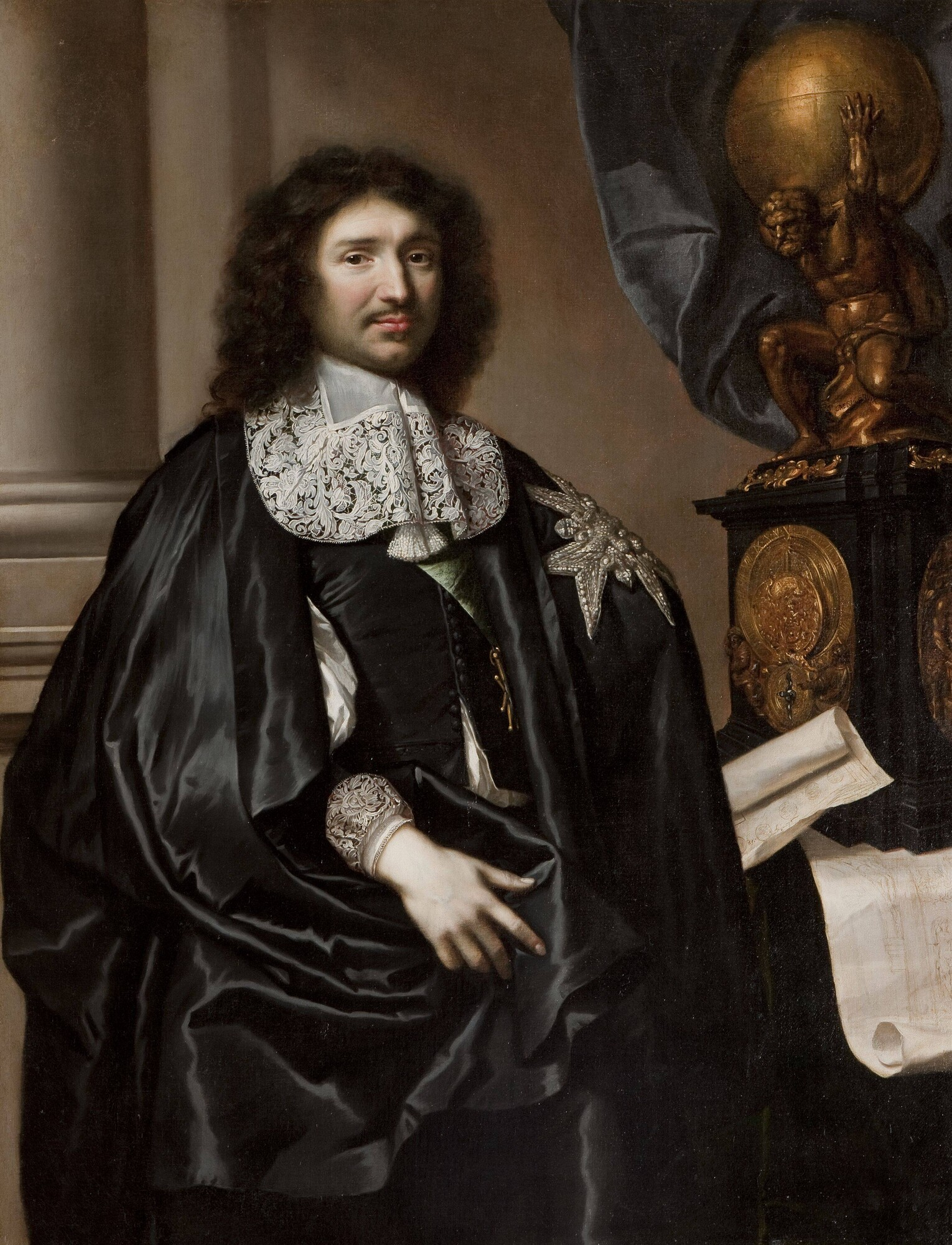
Jean-Baptiste Colbert

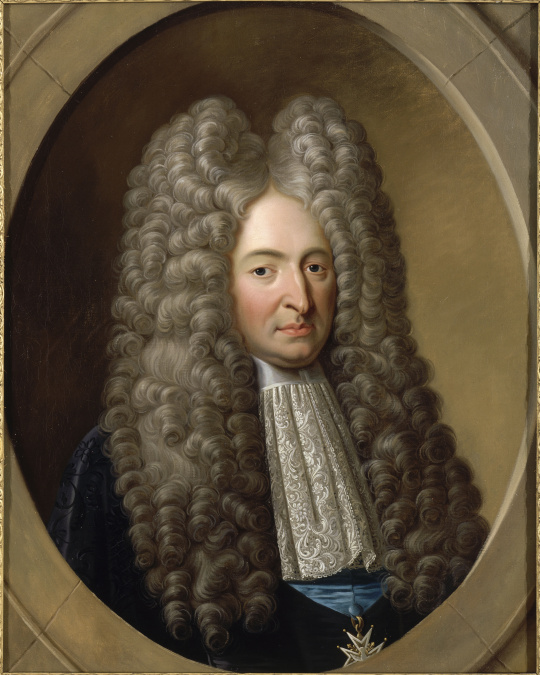
Michel Chamillart

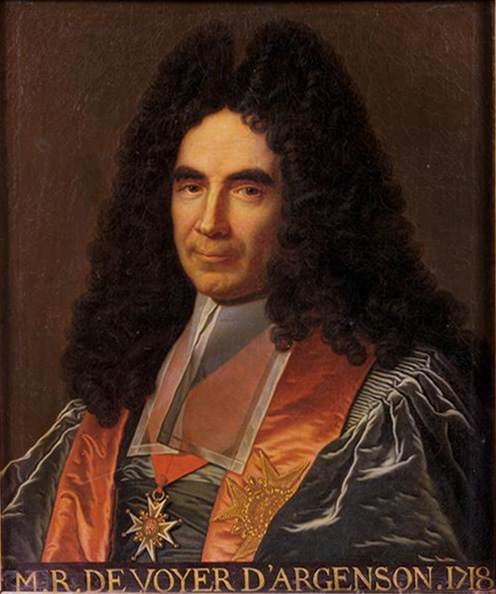
Marc-René de Voyer de Paulmy d’Argenson

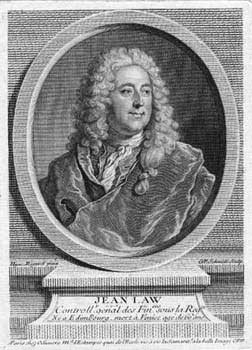
John Law

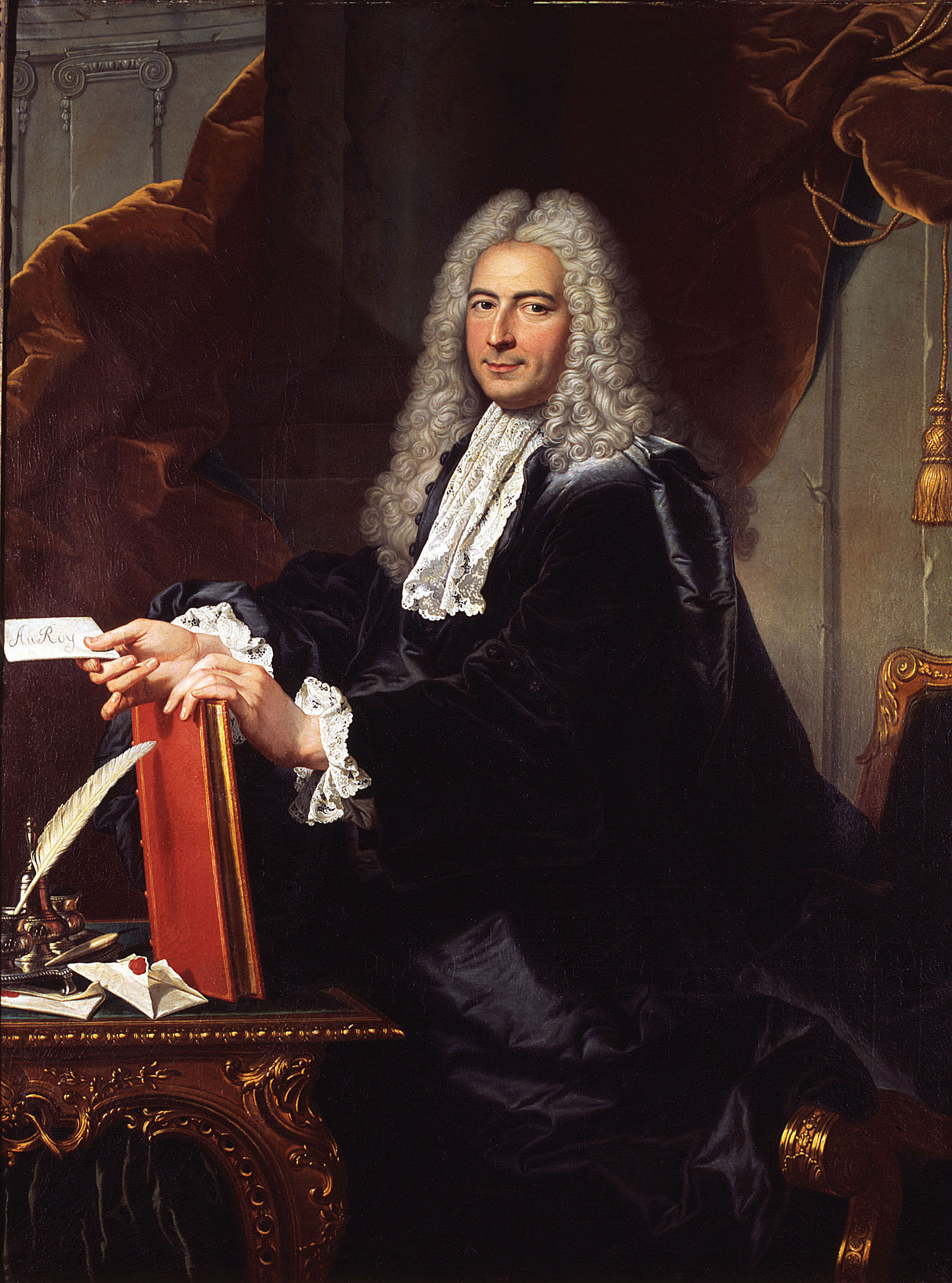
Philibert Orry, malował Hyacinthe Rigaud

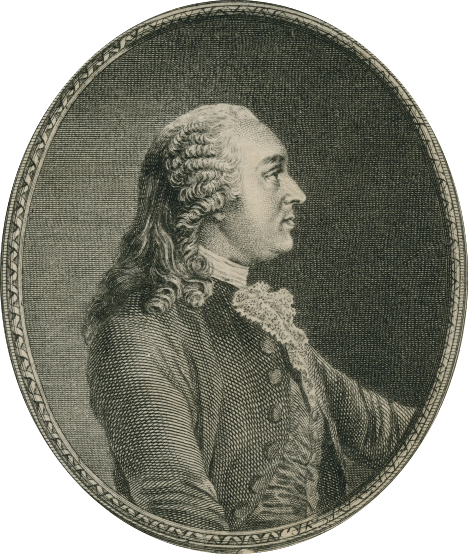
Anne-Robert-Jacques Turgot

- wrzesień 1661–1683: Jean-Baptiste Colbert
- wrzesień 1683–1689: Claude Le Peletier de Morfontaine
- 20 IX 1689–1699: Louis Phélypeaux, hrabia de Pontchartrain
- 5 IX 1699-20 II 1708: Michel Chamillart
- 20 II 1708-15 IX 1715: Nicolas Desmarets
- 1 X 1715-28 I 1718: Adrien Maurice de Noailles
- 28 I 1718-5 I 1720: Marc-René de Voyer de Paulmy d’Argenson
- 5 I 1720-28 V 1720: John Law
- 28 V 1720-11 XII 1720: Michel Robert Le Peletier des Forts
- 11 XII 1720-21 IV 1722: Félix Le Peletier de la Houssaye
- 21 IV 1722-14 VI 1726: Charles Gaspard Dodun
- 15 VI 1726-19 III 1730: Michel Robert Le Peletier des Forts
- 19 III 1730-5 XII 1745: Philibert Orry
- 6 XII 1745-30 VII 1754: Jean-Baptiste de Machault d’Arnouville
- 30 VII 1754-24 IV 1756: Jean Moreau de Séchelles
- 24 IV 1756-25 VIII 1757: François Marie Peyrenc de Moras
- 25 VIII 1757-4 III 1759: Jean de Boullongne
- 4 III 1759-21 XI 1759: Étienne de Silhouette
- 23 XI 1759-14 XII 1763: Henri Léonard Jean Baptiste Bertin
- 14 XII 1763-20 IX 1768: Clément Charles François de L’Averdy
- 22 IX 1768-19 XII 1769: Étienne Maynon d'Invault
- 22 XII 1769-24 VIII 1774: Joseph Marie Terray
- 24 VIII 1774-12 V 1776: Anne-Robert-Jacques Turgot
- 21 V 1776-18 X 1776: Jean Étienne Bernard Clugny de Nuits
- 21 X 1776-29 VI 1777: Louis Gabriel Taboureau des Réaux
- 29 VI 1777-19 V 1781: Jacques Necker
- 21 V 1781-29 III 1783: Jean-François Joly de Fleury
- 29 III 1783-1 XI 1783: Henri Lefèvre d’Ormesson
- 3 XI 1783-9 IV 1787: Charles Alexandre de Calonne
- 10 IV 1787-2 V 1787: Michel Bouvard de Fourqueux
- 1 V 1787-25 VIII 1788: Étienne-Charles de Loménie de Brienne
- 3 V 1787-31 VIII 1787: Pierre-Charles Laurent de Villedeuil
- 31 VIII 1787-26 VIII 1788: Charles Claude Guillaume Lambert
- 26 VIII 1788-13 VII 1789: Jacques Necker
- 13 VII 1789-16 VII 1789: Joseph Foullon de Doué
- 13 VII 1789-16 VII 1789: Louis Auguste Le Tonnelier de Breteuil

## Minister finansów
Rewolucja
- 16 VII 1789 – 4 IX 1790: Jacques Necker
- 4 IX 1790 – 4 XII 1790: Charles Claude Guillaume Lambert
- 4 XII 1790 – 27 IV 1791: Claude Antoine de Valdec de Lessart
- 27 IV 1791 – 29 V 1791: Claude Antoine de Valdec de Lessart
- 29 V 1791 – 24 III 1792: Louis Hardouin Tarbé
- 24 III 1792 – 13 IV 1792: Étienne Clavière
- 13 IV 1792 – 18 VI 1792: Antoine Duranton
- 18 VI 1792 – 29 VII 1792: Jules-Émile-François-Hervé de Beaulieu
- 29 VII 1792 – 10 VIII 1792: Joseph Delaville-Leroulx
- 10 VIII 1792 – 13 VI 1793: Étienne Clavière
- 13 VI 1793 – 20 IV 1794: Louis Grégoire Des Champs des Tournelles
- 8 XI 1795 – 14 II 1796: Guillaume-Charles Faipoult
- 14 II 1796 – 20 VII 1799: Dominique-Vincent Ramel-Nogaret
- 20 VII 1799 – 10 XI 1799: Robert Lindet
- 1801 – 27 jI 1806: François Barbé-Marbois

I Cesarstwo
- 1806– 1814: Nicolas François Mollien
- 1814: Martin Michel Charles Gaudin, duc de Gaète
- 3 IV 1814 – 20 III 1815: Joseph-Dominique Louis dit baron Louis
- 20 III 1815 – 7 VII 1815: Martin Michel Charles Gaudin, duc de Gaète

restauracja Monarchii
- 9 VII 1815 – 26 IX 1815: Joseph-Dominique Louis
- 26 IX 1815 – 7 XII 1818: Louis Emmanuel Corvetto
- 7 XII 1818 – 30 XII 1818: Antoine Roy
- 30 XII 1818 – 19 XI 1819: Joseph-Dominique Louis
- 19 XI 1819 – 14 XII 1821: Antoine Roy
- 14 XII 1821 – 4 I 1828: Jean-Baptiste, comte de Villèle
- 4 I 1828 – 8 VIII 1829: Antoine Roy
- 8 VIII 1829 – 19 V 1830: Christophe de Chabrol de Crouzol
- 19 V 1830 – 31 VII 1830: Guillaume Isidore de Montbel

Monarchia lipcowa
- 31 VII 1830 – 2 XI 1830: Joseph-Dominique Louis
- 2 XI 1830 – 13 III 1831: Jacques Laffitte
- 13 III 1831 – 11 X 1832: Joseph-Dominique Louis
- 11 X 1832 – 10 XI 1834: Georges Humann
- 10 XI 1834 – 18 XI 1834: Hippolyte Passy
- 18 XI 1834 – 18 I 1836: Georges Humann
- 18 I 1836 – 6 IX 1836: Antoine, comte d'Argout
- 6 IX 1836 – 15 IV 1837: Tanneguy Duchâtel
- 15 IV 1837 – 31 III 1839: Jean Lacave-Laplagne
- 31 III 1839 – 12 V 1839: Jean-Élie Gautier
- 12 V 1839 – 1 III 1840: Hippolyte Passy
- 1 III 1840 – 29 X 1840: Joseph Pelet de la Lozère
- 29 X 1840 – 25 IV 1842: Georges Humann
- 25 IV 1842 – 9 V 1847: Jean Lacave-Laplagne
- 9 V 1847 – 24 II 1848: Pierre Sylvain Dumon

II Republika
- 24 II 1848 – 5 III 1848: Michel Goudchaux
- 5 III 1848 – 11 V 1848: Louis-Antoine Garnier-Pages
- 11 V 1848 – 28 VI 1848: Charles Duclerc
- 28 VI 1848 – 25 X 1848: Michel Goudchaux
- 25 X 1848 – 20 XII 1848: Ariste Jacques Trouvé-Chauvel
- 20 XII 1848 – 31 X 1849: Hippolyte Passy
- 31 X 1849 – 24 I 1851: Achille Fould
- 24 janvier 1851 – 10 avril 1851: Charles Lebègue, comte de Germiny
- 10 IV 1851 – 26 X 1851: Achille Fould
- 26 X 1851 – 23 XI 1851: Antoine Blondel
- 23 XI 1851 – 3 XII 1851: François, comte de Casabianca

II Cesarstwo
- 3 XII 1851 – 22 I 1852: Achille Fould
- 22 I 1852 – 3 II 1855: Jean-Martial Bineau
- 3 II 1855 – 26 XI 1860: Pierre Magne
- 26 XI 1860 – 14 XI 1861: Adolphe Forcade Laroquette
- 14 XI 1861 – 20 I 1867: Achille Fould
- 20 I 1867 – 13 XI 1867: Eugène Rouher
- 13 XI 1867 – 2 I 1870: Pierre Magne
- 2 I 1870 – 14 IV 1870: Louis Buffet
- 14 IV 1870 – 10 VIII 1870: Émile Alexis Segris
- 10 VIII 1870 – 4 IX 1870: Pierre Magne

III Republika
- 4 IX 1870 – 19 II 1871: Ernest Picard
- 19 II 1871 – 25 II 1871: Louis Buffet
- 25 II 1871 – 23 IV 1872: Augustin Pouyer-Quertier
- 23 IV 1872 – 7 XII 1872: Eugène de Goulard
- 7 XII 1872 – 25 V 1873: Léon Say
- 25 V 1873 – 20 VII 1874: Pierre Magne
- 20 VII 1874 – 10 III 1875: Pierre Mathieu-Bodet
- 10 III 1875 – 17 V 1877: Léon Say
- 17 V 1877 – 23 XI 1877: Eugène Caillaux
- 23 XI 1877 – 13 XII 1877: François Dutilleul
- 13 XII 1877 – 28 XII 1879: Léon Say
- 28 XII 1879 – 14 XI 1881: Pierre Magnin
- 4 XI 1881 – 30 I 1882: François Allain-Targé
- 30 I 1882 – 7 VIII 1882: Léon Say
- 7 VIII 1882 – 6 IV 1885: Pierre Tirard
- 6 IV 1885 – 16 IV 1885: Jean Clamageran
- 16 IV 1885 – 11 XII 1886: Sadi Carnot
- 11 XII 1886 – 30 V 1887: Albert Dauphin
- 30 V 1887 – 12 XII 1887: Maurice Rouvier
- 12 XII 1887 – 3 IV 1888: Pierre Tirard
- 3 IV 1888 – 22 II 1889: Paul Peytral
- 22 II 1889 – 12 XII 1892: Maurice Rouvier
- 13 XII 1892 – 4 IV 1893: Pierre Tirard
- 4 IV 1893 – 3 XII 1893: Paul Peytral
- 3 XII 1893 – 30 V 1894: Auguste Burdeau
- 30 V 1894 – 26 I 1895: Raymond Poincaré
- 26 I 1895 – 1 XI 1895: Alexandre Ribot
- 1 XI 1895 – 29 IV 1896: Paul Doumer
- 29 IV 1896 – 28 VI 1898: Georges Cochery
- 28 VI 1898 – 22 VI 1899: Paul Peytral
- 22 VI 1899 – 7 VI 1902: Joseph Caillaux
- 7 VI 1902 – 17 VI 1905: Maurice Rouvier
- 17 VI 1905 – 14 III 1906: Pierre Merlou
- 14 III 1906 – 25 X 1906: Raymond Poincaré
- 25 X 1906 – 24 VII 1909: Joseph Caillaux
- 24 VII 1909 – 3 XI 1910: Georges Cochery
- 3 XI 1910 – 2 III 1911: Louis-Lucien Klotz
- 2 III 1911 – 27 VI 1911: Joseph Caillaux
- 27 VI 1911 – 22 III 1913: Louis-Lucien Klotz
- 2 III 1913 – 9 XII 1913: Charles Dumont
- 9 XII 1913 – 17 III 1914: Joseph Caillaux
- 17 III 1914 – 9 VI 1914: René Renoult
- 9 VI 1914 – 13 VI 1914: Étienne Clémentel
- 13 VI 1914 – 26 VIII 1914: Joseph Noulens
- 26 VIII 1914 – 20 III 1917: Alexandre Ribot
- 20 III 1917 – 12 IX 1917: Joseph Thierry
- 12 IX 1917 – 20 I 1920: Louis-Lucien Klotz
- 20 I 1920 – 16 I 1921: Frédéric François-Marsal
- 16 I 1921 – 15 I 1922: Paul Doumer
- 15 I 1922 – 29 V 1924: Charles de Lasteyrie
- 29 V 1924 – 14 VI 1924: Frédéric François-Marsal
- 14 VI 1924 – 3 IV 1925: Étienne Clémentel
- 3 IV 1925 – 17 IV 1925: Anatole de Monzie
- 17 IV 1925 – 29 X 1925: Joseph Caillaux
- 29 X 1925 – 28 XI 1925: Paul Painlevé
- 28 X 1925 – 16 XII 1925: Louis Loucheur
- 16 XII 1925 – 9 III 1926: Paul Doumer
- 9 III 1926 – 23 IV 1926: Raoul Péret
- 23 IV 1926 – 19 VII 1926: Joseph Caillaux
- 19 VII 1926 – 23 VII 1926: Anatole de Monzie
- 23 VII 1926 – 11 XI 1928: Raymond Poincaré
- 11 XI 1928 – 21 II 1930: Henry Chéron
- 21 II 1930 – 2 III 1930: Charles Dumont
- 2 III 1930 – 13 XII 1930: Paul Reynaud
- 13 XII 1930 – 27 I 1931: Louis Germain-Martin
- 27 I 1931 – 3 VI 1932: Pierre-Étienne Flandin
- 3 VI 1932 – 18 XII 1932: Louis Germain-Martin
- 8 XII 1932 – 31 I 1933: Henry Chéron
- 31 I 1933 – 30 I 1934: Georges Bonnet
- 30 I 1934 – 4 II 1934: François Piétri
- 4 II 1934 – 9 II 1934: Paul Marchandeau
- 9 II 1934 – 1 VI 1935: Louis Germain-Martin
- 1 VI 1935 – 7 VI 1935: Joseph Caillaux
- 7 VI 1935 – 4 VI 1936: Marcel Régnier
- 4 VI 1936 – 22 VI 1938: Georges Bonnet
- 18 I 1938 – 13 III 1938: Paul Marchandeau
- 13 III 1938 – 10 IV 1938: Léon Blum
- 10 IV 1938 – 1 XI 1938: Paul Marchandeau
- 1 XI 1938 – 21 III 1940: Paul Reynaud
- 21 III 1940 – 5 VI 1940: Lucien Lamoureux

Vichy
- 5 VI 1940 – 18 IV 1942: Yves Bouthillier
- 18 IV 1942 – 20 VIII 1944: Pierre Cathala

Wolna Francja
- 24 IX 1941 – 17 X 1942: René Pleven (commissaire)
- 17 X 1942 – 7 VI 1943: André Diethelm (commissaire)
- 7 VI 1943 – 9 XI 1943: Maurice Couve de Murville (commissaire)
- 9 XI 1943 – 4 XI 1944: Pierre Mendès France
- 4 XI 1944 – 9 XI 1944: Aimé Lepercq

IV Republika
- 16 XI 1944 – 26 I 1946: René Pleven
- 26 I 1946 – 24 VI 1946: André Philip
- 24 VI 1946 – 18 XII 1946: Robert Schuman
- 18 XII 1946 – 22 I 1947: André Philip
- 22 I 1947 – 24 XI 1947: Robert Schuman
- 22 X 1947 – 24 XI 1947: Jules Moch
- 24 XI 1947 – 26 VII 1948: René Mayer
- 6 VII 1948 – 5 IX 1948: Paul Reynaud
- 5 IX 1948 – 11 IX 1948: Christian Pineau
- 11 IX 1948 – 12 I 1949: Henri Queuille
- 12 I 1949 – 11 VIII 1951: Maurice Petsche
- 11 VIII 1951 – 20 I 1952: René Mayer
- 20 I 1952 – 8 III 1952: Edgar Faure
- 20 I 1952 – 8 III 1952: Robert Buron
- 8 III 1952 – 8 I 1953: Antoine Pinay
- 8 I 1953 – 28 VI 1953: Maurice Bourgès-Maunoury
- 8 I 1953 – 28 VI 1953: Robert Buron
- 28 VI 1953 – 20 I 1955: Edgar Faure
- 20 I 1955 – 23 II 1955: Robert Buron
- 23 II 1955 – 1 II 1956: Pierre Pflimlin
- 1 II 1956 – 14 II 1956: Robert Lacoste
- 14 II 1956 – 13 VI 1957: Paul Ramadier
- 13 VI 1957 – 6 XI 1957: Félix Gaillard
- 6 XI 1957 – 14 V 1958: Pierre Pflimlin
- 14 V 1958 – 1 VI 1958: Edgar Faure

V Republika
- 8 I 1959 – 13 I 1960: Antoine Pinay
- 13 I 1960 – 19 I 1962: Wilfrid Baumgartner
- 19 I 1962 – 14 IV 1962: Valéry Giscard d’Estaing
- 14 IV 1962 – 7 XII 1962: Valéry Giscard d’Estaing
- 7 XII 1962 – 8 I 1966 : Valéry Giscard d’Estaing
- 8 I 1966 – 8 IV 1967: Michel Debré
- 8 IV 1967 – 31 V 1968 : Michel Debré
- 31 V 1968 – 10 VII 1968: Maurice Couve de Murville
- 10 VII 1968 – 16 VI 1969: François-Xavier Ortoli
- 20 VI 1969 – 5 VII 1972 : Valéry Giscard d’Estaing
- 6 VII 1972 – 5 IV 1973 : Valéry Giscard d’Estaing
- 5 IV 1973 – 1 III 1974 : Valéry Giscard d’Estaing
- 1 III 1974 – 27V 1974 : Valéry Giscard d’Estaing
- 28 V 1974 – 27 VIII 1976: Jean-Pierre Fourcade
- 29 VIII 1976 – 29 III 1977: Raymond Barre
- 31 III 1977 – 5 IV 1978 : Raymond Barre
- 31 III 1977 – 5 IV 1978: Robert Boulin
- 5 IV 1978 – 22 V 1981: René Monory
- 22 V 1981 – 23 VI 1981: Jacques Delors
- 23 VI 1981 – 23 III 1983 : Jacques Delors
- 23 III 1983 – 19 VII 1984 : Jacques Delors
- 19 VII 1984 – 20 III 1986: Pierre Bérégovoy
- 20 III 1986 – 12 V 1988: Édouard Balladur
- 12 V 1988 – 22 VI 1988 : Pierre Bérégovoy
- 23 VI 1988 – 15 V 1991 : Pierre Bérégovoy
- 2 IV 1992 – 29 III 1993: Michel Sapin
- 29 III 1993 – 18 V 1995: Edmond Alphandéry
- 18 V 1995 – 25 VIII 1995: Alain Madelin
- 26 VIII 1995 – 7 XI 1995: Jean Arthuis
- 7 XI 1995 – 4 VI 1997 : Jean Arthuis
- 4 VI 1997 – 2 XI 1999: Dominique Strauss-Kahn
- 2 XI 1999 – 28 III 2000: Christian Sautter
- 28 III 2000 – 7 V 2002: Laurent Fabius
- 7 V 2002 – 17 VI 2002: Francis Mer
- 17 VI 2002 – 31 III 2004 : Francis Mer
- 31 III 2004 – 29 XI 2004: Nicolas Sarkozy
- 29 XI 2004 – 25 II 2005: Hervé Gaymard
- 25 II 2005 – 31 V 2005: Thierry Breton
- 31 V 2005 – 18 V 2007 : Thierry Breton
- 18 V 2007 – 19 VI 2007: Jean-Louis Borloo
- 19 VI 2007 – 29 VI 2011: Christine Lagarde
- od 29 VI 2011 – 10 V 2012: François Baroin
- 10 V 2012 – 31 III 2014: Pierre Moscovici
- 31 III 2014 – 17 V 2017: Michel Sapin
- od 17 V 2017: Bruno Le Maire